# Magoar
Magoar is een gemeente in het Franse departement Côtes-d'Armor (regio Bretagne) en telt 89 inwoners (2009). De plaats maakt deel uit van het arrondissement Guingamp.

## Geografie
De oppervlakte van Magoar bedraagt 7,6 km², de bevolkingsdichtheid is dus 11,7 inwoners per km².
De onderstaande kaart toont de ligging van Magoar met de belangrijkste infrastructuur en aangrenzende gemeenten.

## Demografie
Onderstaande figuur toont het verloop van het inwonertal (bron: INSEE-tellingen).

1. ↑  Populations de référence 2022.